# 非洲航空
非洲航空是一間斯威士蘭的包機航空公司。

## 機隊
航空非洲有以下的機隊：
- 1 波音727-100
- 2 波音737-200

非洲航空平均機齡有36.3歲。

## 外部連結
- 非洲航空機隊

## 備註
1. ↑  .   [2009-04-04]. （原始内容存档于2011-08-29）.
2. ↑  .   [2009-04-04]. （原始内容存档于2016-03-05）.